# توتوری (شهر)

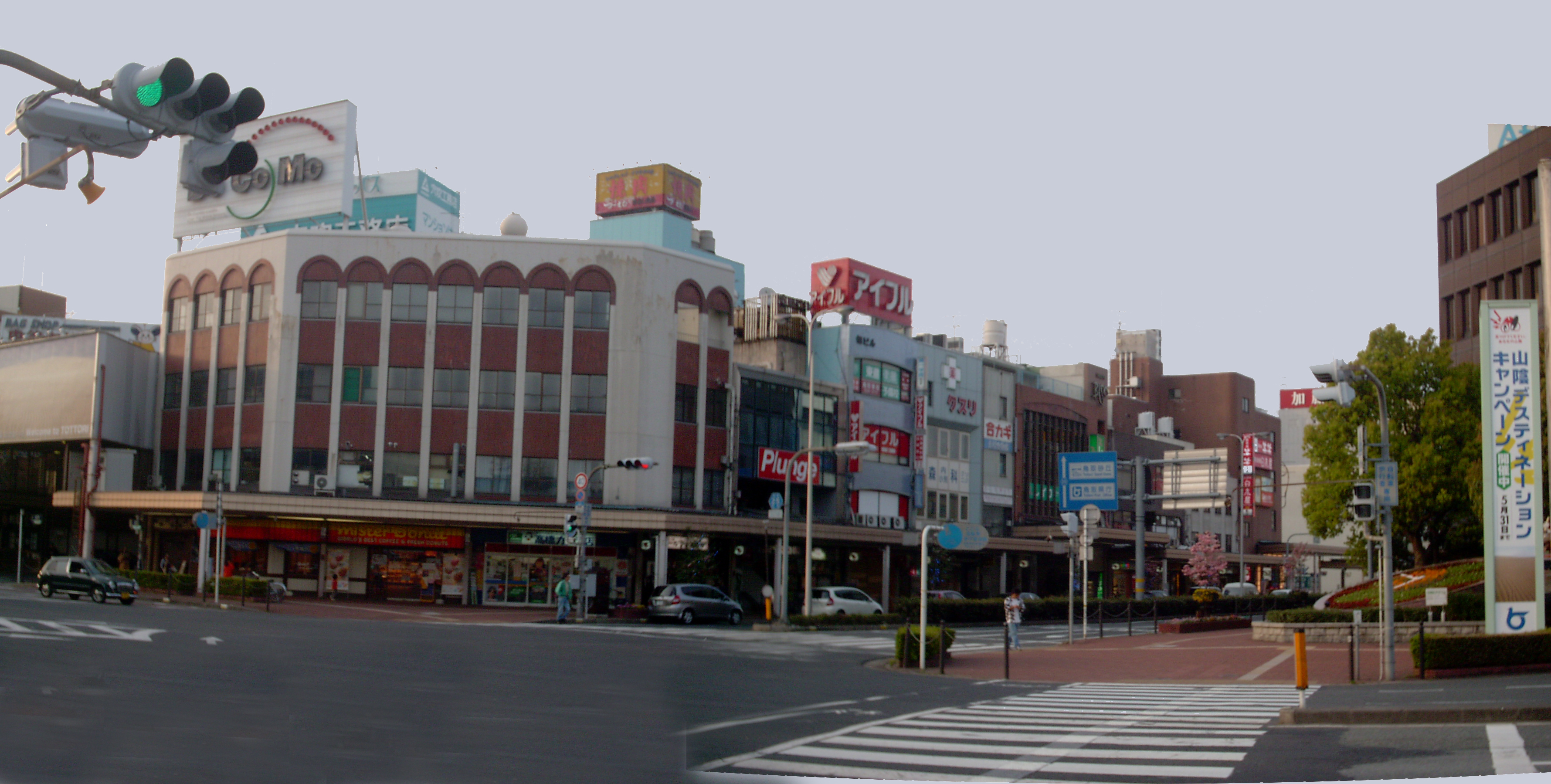
نمایی از شهر توتوری در ژاپن.

توتّوری (به ژاپنی: 鳥取市) شهری است در کشور ژاپن. این شهر مرکز استان توتوری در جزیره هونشو است.
جمعیت این شهر در سال ۲۰۰۶ میلادی برابر ۲۰۰۰۰۰ نفر برآورد شده‌است.

## شهرهای خواهرخوانده
- کوشیرو، هوکایدو، ژاپن، پس‌از ۴ اکتبر، ۱۹۶۳
- هیمه‌جی، هیوگو، ژاپن، پس‌از ۸ مارس، ۱۹۷۲
- ایواکونی، یاماگوچی، ژاپن، پس‌از ۱۳ اکتبر، ۱۹۹۵
- هاناو، آلمان
- چئونگ‌جو، کره جنوبی